# Swan Songs
Swan Songs is het debuutalbum van Hollywood Undead. Het album bevat 14 nummers met hiphop-, rap- en rockinvloeden. Van vier ervan, No. 5, Undead, Young en Everywhere I Go, zijn muziekclips gemaakt.

## Geschiedenis
Het album werd pas drie jaar na de oprichting van de band uitgebracht, omdat de vorige platenmaatschappij (Myspace Records) nummers wilde aanpassen en de band daarom besloot een andere platenmaatschappij te gaan zoeken. Dit werd A&M/Octone Records. Uiteindelijk verscheen het album op 2 september 2008.

## Discografie
Standaardalbum:
| Titel                | Duur  |
| -------------------- | ----- |
| Undead               | 4:25  |
| Sell Your Soul       | 3:14  |
| Everywhere I Go      | 3:30  |
| No Other Place       | 3:17  |
| No. 5                | 3:05  |
| Young                | 3:16  |
| Black Dahlia         | 3:46  |
| This Love, This Hate | 3:57  |
| Bottle And A Gun     | 3:22  |
| California           | 3:17  |
| City                 | 3:34  |
| The Diary            | 4:35  |
| Pimpin'              | 3:07  |
| Paradise Lost        | 3:11  |
| Totaal:              | 49:37 |

Bonusnummers:
| Titel             | Duur  |
| ----------------- | ----- |
| Pain              | 2:42  |
| Knife called Lust | 3:00  |
| The Loss          | 3:16  |
| The Natives       | 3:40  |
| Totaal:           | 12:38 |